# Vogl Imre
Vogl Imre (Temesvár, 1905. augusztus 12. – Bukarest, 1971. október 29.) magyar nemzetiségű román válogatott labdarúgó, hátvéd, edző. A román sportsajtóban Emerich Vogl néven szerepelt.

## Pályafutása

### A válogatottban
1924 és 1934 között 29 alkalommal szerepelt a román válogatottban és egy gólt szerzett. Két világbajnokságon vett részt (1930, 1934).

## Sikerei, díjai
- Román bajnokság
  - bajnok: 1923–24, 1924–25, 1925–26, 1926–27, 1929–30
  - 3.: 1935–36